# فابيان فري
فابيان فري (مواليد 8 يناير 1989) هو لاعب كرة قدم. يلعب مع منتخب سويسرا لكرة القدم. سبق له أن لعب في بطولة أمم أوروبا لكرة القدم 2016 مع منتخب بلاده.

## روابط خارجية
- فابيان فري على موقع الاتحاد الأوربي (الإنجليزية)
- فابيان فري على موقع قاعدة بيانات كرة القدم.إي يو (الإنجليزية)
- فابيان فري على موقع ناشيونال فوتبول تيمز (الإنجليزية)
- فابيان فري على موقع Soccerway.com (الإنجليزية)
- فابيان فري على موقع عالم كرة القدم.نت (الإنجليزية)
- فابيان فري على موقع كووورة
- فابيان فري على موقع أوليمبيديا (الإنجليزية)
- فابيان فري على موقع AS.com (الإسبانية)